# Pétillon (metrostation)
Pétillon is een station van de Brusselse metro, gelegen in de gemeente Etterbeek.

## Geschiedenis
Het station Pétillon werd geopend op 20 september 1976 als onderdeel van de eerste metrolijn van de Brusselse metro. De toenmalige metrolijn 1 reed tussen De Brouckère en Tomberg / Beaulieu. Sinds de herinrichting van het metronet in 2009 bedient metrolijn 5 dit station.
In april 2008 werd het station volledig opgeknapt en voorzien van een gloednieuwe uitgang ter hoogte van de Majoor Pétillonstraat. Daarbij werden beide perrons voorzien van een lift. Het totale kostenplaatje van deze werken bedroeg 6,3 miljoen euro.

## Situering
Het station is bovengronds en evenwijdig met spoorlijn 26 gebouwd. In de nabije omgeving bevindt zich de Vrijwilligerslaan en de Majoor Pétillonstraat waarnaar het station vernoemd werd. Ter hoogte van de uitgang van de Louis Schmidtlaan ligt de gelijknamige tramhalte die bediend wordt door lijnen 7 en 25.

## Kunst
Vanuit de lokettenzaal ziet men boven de sporen het werk Que la Mer épargne van Jules Lismonde. Over een breedte van 14 meter zijn vloeiende figuren van aluminium op de wand aangebracht. De overkapping boven de sporen en perrons bestaat uit bogen van doorzichtig materiaal, waardoor er veel licht binnenvalt.

## Afbeeldingen

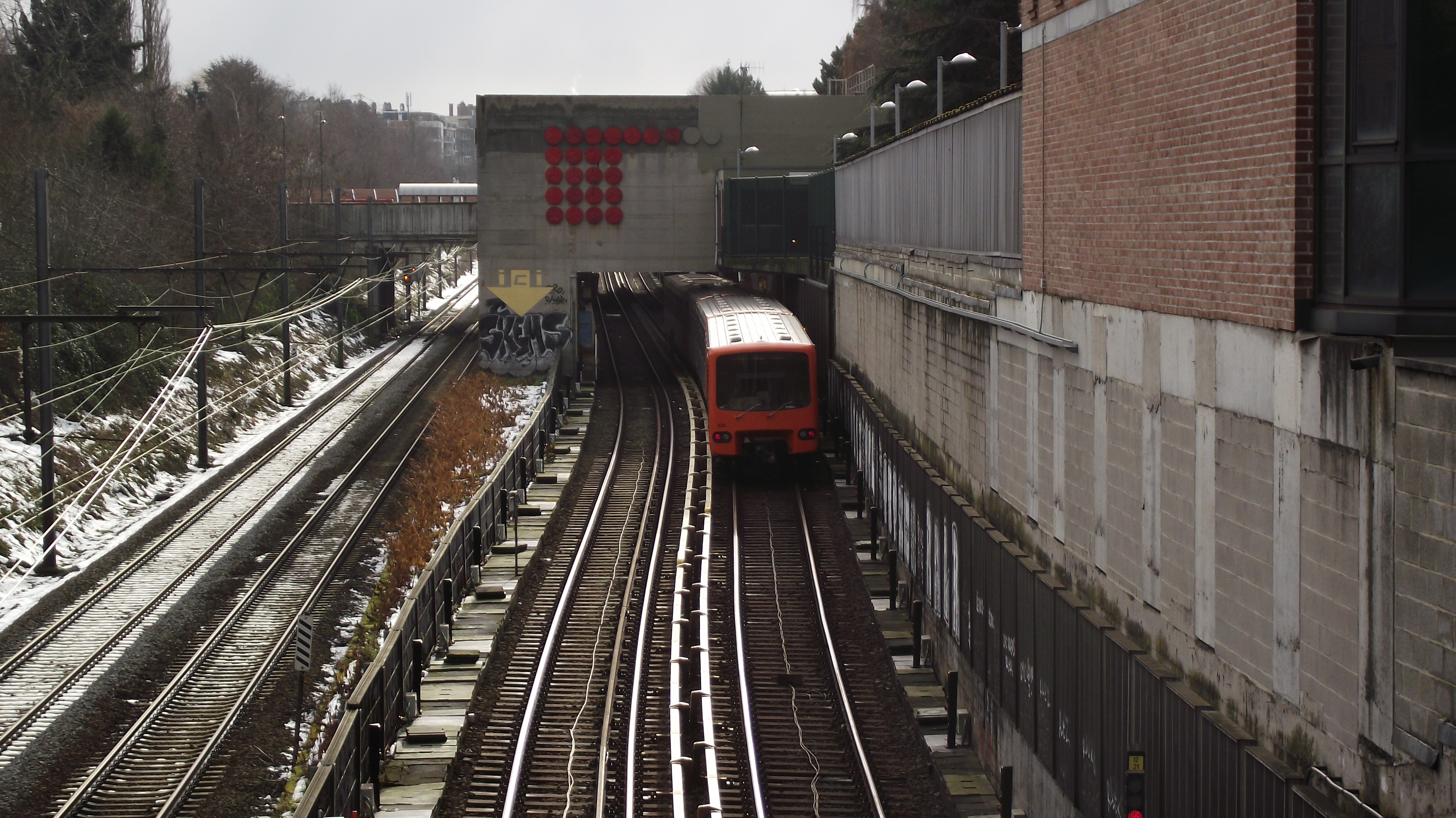
Station Pétillon van buitenaf gezien.
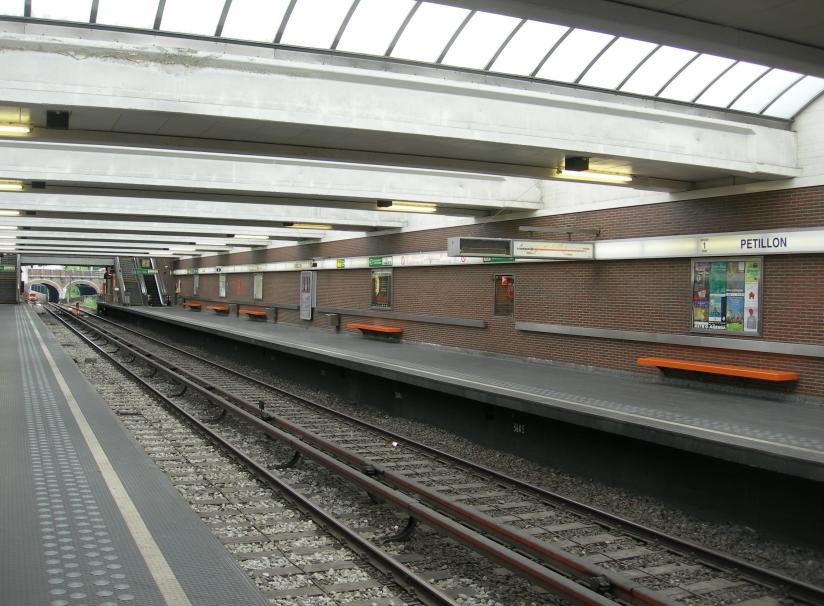
Perron van het station voor de opknapbeurt in 2008.
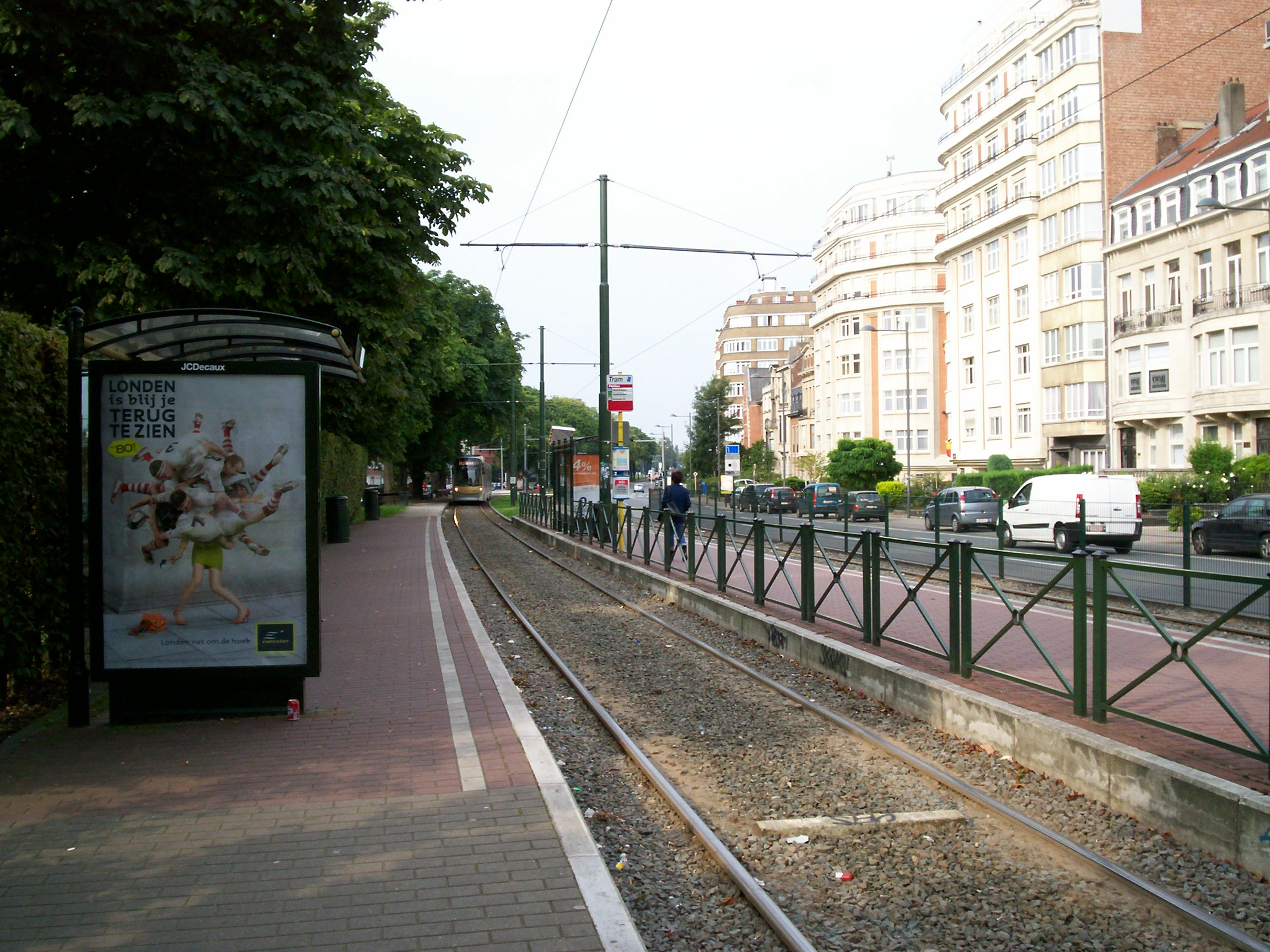
Aansluiting met tramlijnen 7 en 25.